# Sulamericano 2023
Il Sulamericano 2023 è la prima edizione del campionato sudamericano di football americano per squadre nazionali maggiori maschili organizzato da IFAF. È stato disputato all'Estádio Chapadinha di Brazlândia, in Brasile, tra il 29 novembre e il 2 dicembre 2023.

## Stadi
Distribuzione degli stadi del Sulamericano 2023
| Brazlândia                  | Estádio Chapadinha (Brazlândia) |
| Estádio Chapadinha          | Estádio Chapadinha (Brazlândia) |
| 15°41′12.16″S 48°11′50.27″W | Estádio Chapadinha (Brazlândia) |
| Capacità:                   | Estádio Chapadinha (Brazlândia) |
| Altitudine:                 | Estádio Chapadinha (Brazlândia) |
|                             | Estádio Chapadinha (Brazlândia) |

## Squadre partecipanti
| Pr. | Squadra  | Data di qualificazione | Qualificata in quanto  |
| --- | -------- | ---------------------- | ---------------------- |
| 1   | Brasile  |                        | Nazione organizzatrice |
| 2   | Cile     |                        |                        |
| 3   | Colombia |                        |                        |

## Incontri
| Brazlândia 29 novembre 2023, ore 18:00 UTC-3 | Cile | 0 – 29 | Colombia | Estádio Chapadinha |

| Brazlândia 1º dicembre 2023, ore 18:00 UTC-3 | Colombia | 0 – 56 | Brasile | Estádio Chapadinha |

| Brazlândia 2 dicembre 2023, ore 18:00 UTC-3 | Brasile | 55 – 0 | Cile | Estádio Chapadinha |

## Classifica
% = Percentuale di vittorie; G = Incontri giocati; V = Vittorie; S = Sconfitte; PF = Punti fatti; PS = Punti subiti.
| Squadra  | %     | G | V | S | PF  | PS |
| -------- | ----- | - | - | - | --- | -- |
| Brasile  | 1.000 | 2 | 2 | 0 | 111 | 0  |
| Colombia | .500  | 2 | 1 | 1 | 29  | 56 |
| Cile     | .000  | 1 | 0 | 1 | 0   | 84 |

## Campione
| Campione del Sudamerica 2023 Brasile (1º titolo) |